# Arthur Le Moyne de La Borderie

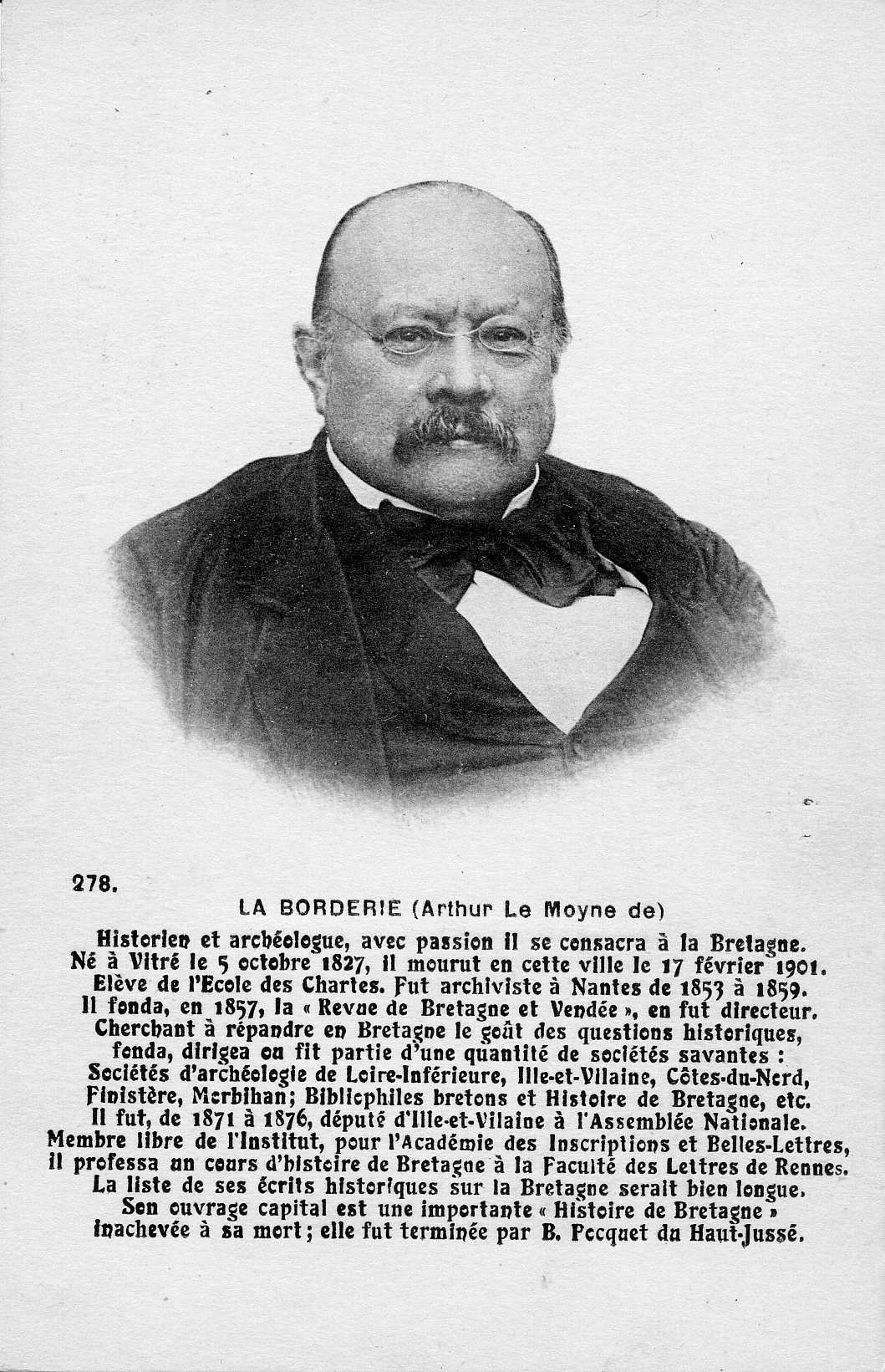
Arthur Le Moyne de La Borderie

Arthur Le Moyne de La Borderie, (Vitré, 5 de octubre de 1827 - 17 de febrero de 1901) fue un historiador francés, considerado el padre de la historiografía de Bretaña. (La Borderie fue una propiedad de la comuna de Étrelles.)

## Biografía
Después de estudiar Derecho en la Universidad de Rennes, entró en la École des chartes. La dejó en 1852 y desde 1853 hasta 1859 trabajó en el departamento de archivos de Nantes. Miembro fundador de la Société archéologique et historique d’Ille-et-Vilaine, de la cual fue presidente entre 1863 y 1890, ganando reconocimiento por sus trabajos en la historia de Bretaña. Animó la investigación en muchas áreas e inspiró a muchos historiadores con su influencia y ejemplo. Fue director de la revista histórica Revue de Bretagne et Vendée (publicada entre 1867 y 1900) que él fundó a la edad de 25 años. 
Fue elegido consejero general de Ille-et-Vilaine de 1864 a 1871 y ese mismo año, diputado de Vitré, hasta 1876. Como tal, fue el ponente de la comisión de investigación parlamentaria redactada en 1872, publicada en 1874, sobre los actos del Gobierno de Defensa Nacional, particularmente en el campo de Conlie donde cincuenta mil tropas de Bretaña fueron retenidas y abandonadas en 1871.
En los años posteriores a la guerra franco prusiana, reformó la Asociación bretona que había sido disuelta bajo sospecha por el gobierno de Napoleón III. Una buena parte de su biblioteca está ahora en la biblioteca municipal de Rennes.

## Obras
- Louis de La Trémoille et la guerre de Bretagne en 1488, d’après des documents nouveaux et inédits, Champion, 1877.
- Correspondance historique des Bénédictins bretons et autres documents historiques associés, relatifs à leurs travaux sur l’Histoire de Bretagne. Publicado con notas e introducción de Arthur de la Borderie, Champion, 1880.
- Chronique de Jean de Saint-Paul chambellan du duc François II de Bretagne, Nantes, Société des Bibliophiles bretons, 1881.
- Complot breton de M.CCC.XCII [1492]. Documents inédits, publiés avec des notes et introduction par… Archives de Bretagne. II. Recueil d'actes, de chroniques et de documents rares et inédits, publicado por la Société des Bibliophiles bretons et de l'Histoire de Bretagne, 1884.
- La Révolte du Papier Timbré advenue en Bretagne en 1675, Prud’homme., Saint-Brieuc, 1884, reimpreso en Les Bonnets rouges, Union Générale d'Éditions (collection 10/18), París, 1975 (ver Révolte des Bonnets Rouges).
- Recueil d'actes inédits des ducs et Princes de Bretagne. (11th-13th centuries), Rennes, Imprimerie Ch. Catel, 1888.
- Cartulaire de l'abbaye de Landévennec, avec notes et variantes, Imprimerie de Ch. Catel, 1888.
- Une illustration rennaise - Alexandre Duval, de l’Académie française et son théâtre, H. Caillière, Rennes, 1893.
- Histoire municipale de la ville de Tréguier - Documents inédits du XVIe et du XVIIe siècle, publiés avec notes et introduction. J. Plihon & L. Hervé, Rennes, 1894.
- Œuvres nouvelles des Forges Maillard, Nantes, Société des Bibliophiles bretons, 1888 (con René Kerviler).
- Jean Meschinot, sa vie et ses œuvres, ses satires contre Louis XI. Champion, 1896.
- Nouveau recueil d'actes inédits des ducs et princes de Bretagne (XIIIe & XIVe siècles), Prost, Rennes, 1902.
- Histoire de Bretagne, Plihon, Honnay et Vatar, Rennes, 1905-1914 (6 vol.). Reimpreso por Joseph Floch Imprimeur Éditeur en Mayenne 1975.